# Kikkoman
La Kikkoman Corporation (キッコーマン株式会社, Kikkōman Kabushiki-gaisha) (キッコーマン株式会社, Kikkōman Kabushiki-gaisha?) (TYO 2801: 2801) és una companyia internacional japonesa, fundada en 1917 a la ciutat de Noda, Prefectura de Chiba. És el resultat de la combinació de 8 negocis familiars, l'origen dels quals es remunta fins a l'any 1630, dirigits per la família Mogi.
Els seus principals productes i serveis inclouen salsa de soja, adobs i condiments alimentaris, mirin, shōchū, sake, sucs i altres begudes, així com fàrmacs i serveis per a restaurants. Kikkoman és la marca de salsa de soja més estesa i coneguda al món.